# Rugby sevens nos Jogos Asiáticos de 2022
O rugby sevens nos Jogos Asiáticos de 2022 foi realizado no campus da Universidade Normal de Hangzhou [en], localizada em Hangzhou, na China, durante três dias, de 24 a 26 de setembro de 2023.

## Cronograma
| P | Fase preliminar | ¼ | Quartas de final | ½ | Semifinais | F | Finais |

| Evento↓/Data → | 24 Dom | 25 Seg | 25 Seg | 26 Ter | 26 Ter |
| -------------- | ------ | ------ | ------ | ------ | ------ |
| Masculino      | P      | ¼      | ¼      | ½      | F      |
| Feminino       | P      | P      | ½      | F      | F      |

## Competições
| Event     | Ouro | Prata | Bronze |
| --------- | --- | --- | --- |
| Masculino | HKG Hong Kong Max Woodward Michael Coverdale Alessandro Nardoni Max Denmark James Christie Liam Doherty Liam Herbert Cado Lee Hugo Stiles Russell Webb Salom Yiu Alex McQueen | KOR Coreia do Sul Kim Chan-ju Lee Jin-kyu Han Kun-kyu Chang Yong-heung Kim Nam-uk Kim Hyun-soo Jeong Yeon-sik Park Wan-yong Lee Geon Hwang In-jo Jang Jeong-min Kim Eui-tae   | JPN Japão Kippei Ishida Taichi Yoshizawa Ryota Kano Junya Matsumoto Josua Kerevi Moeki Fukushi Kippei Taninaka Yoshihiro Noguchi Yu Okudaira Takamasa Maruo Taisei Hayashi Taiga Ishida |
| Feminino  | CHN China Yan Meiling Xu Xiaoyan Gu Yaoyao Wang Wanyu Chen Keyi Wu Juan Yang Feifei Liao Jiuli Liu Xiaoqian Hu Yu Dou Xinrong Zhou Yan                                        | JPN Japão Chiharu Nakamura Marin Kajiki Fumiko Otake Emii Tanaka Chiaki Saegusa Mei Otani Yume Hirano Rinka Matsuda Honoka Tsutsumi Yukino Tsujisaki Wakaba Hara Michiyo Suda | HKG Hong Kong Shanna Forrest Au Yeung Sin Yi Chloe Chan Natasha Olson-Thorne Melody Li Nam Ka Man Ho Tsz Wun Fung Hoi Ching Jessica Ho Stephanie Chan Agnes Tse Chong Ka Yan            |

## Tabela geral de medalhas
| Pos.               | País                | Ouro | Prata | Bronze | Total |
| ------------------ | ------------------- | ---- | ----- | ------ | ----- |
| 1                  | Hong Kong (HKG)     | 1    | 0     | 1      | 2     |
| 2                  | China (CHN)         | 1    | 0     | 0      | 1     |
| 3                  | Japão (JPN)         | 0    | 1     | 1      | 2     |
| 4                  | Coreia do Sul (KOR) | 0    | 1     | 0      | 1     |
| Total (4 entradas) | Total (4 entradas)  | 2    | 2     | 2      | 6     |